# Jesper Knudsen (pintor)
Jesper Knudsen (*1964) es un pintor danés. Las pinturas de Knudsen han sido comparado con el Street Art porque aparecen hechas muy espontáneamente. Knudsen da vuelta a la tela varias veces mientras pintando. Animales extraños, caras, cuerpos y partes de cuerpos se pintan en colores fuertes en varias capas que cubren a la parte de uno a otro. En algunas de las primeras obras los motivos están acompañados por pequeños textos y palabras. El medio es óleo o acrílico en tela, pero obras gráficas también han sido parte de la producción artística de Knudsen hasta ahora. 

## Literatura
Galerie Moderne. ”Jesper Knudsen”, 2006 27 sider illustreret i farver. Foto: Ralf Sørensen. Parallelle tekster på dansk og engelsk.